# Buthus alacanti
Espèce
Buthus alacanti est une espèce de scorpions de la famille des Buthidae.

## Distribution
Cette espèce est endémique du Pays valencien en Espagne. Elle se rencontre vers Sant Vicent del Raspeig, Alicante, Elche et Santa Pola.

## Description
Le mâle holotype mesure 66,20 mm et la femelle paratype 64,90 mm.

## Étymologie
Son nom d'espèce lui a été donné en référence au lieu de sa découverte, la province d'Alicante.

## Publication originale
- Teruel & Turiel, 2020 : « The genus Buthus Leach 1815 (Scorpiones: Buthidae) in the Iberian Peninsula. Part 1: Four redescriptions and six new species. » Revista Iberica de Arachnologia, vol. 37, p. 3-60.